# Polybothris auriventris
Polybothris auriventris es una especie de escarabajo del género Polybothris, familia Buprestidae. Fue descrita científicamente por Laporte & Gory en 1837.

## Distribución geográfica
Habita en la región afrotropical.